# Paprica

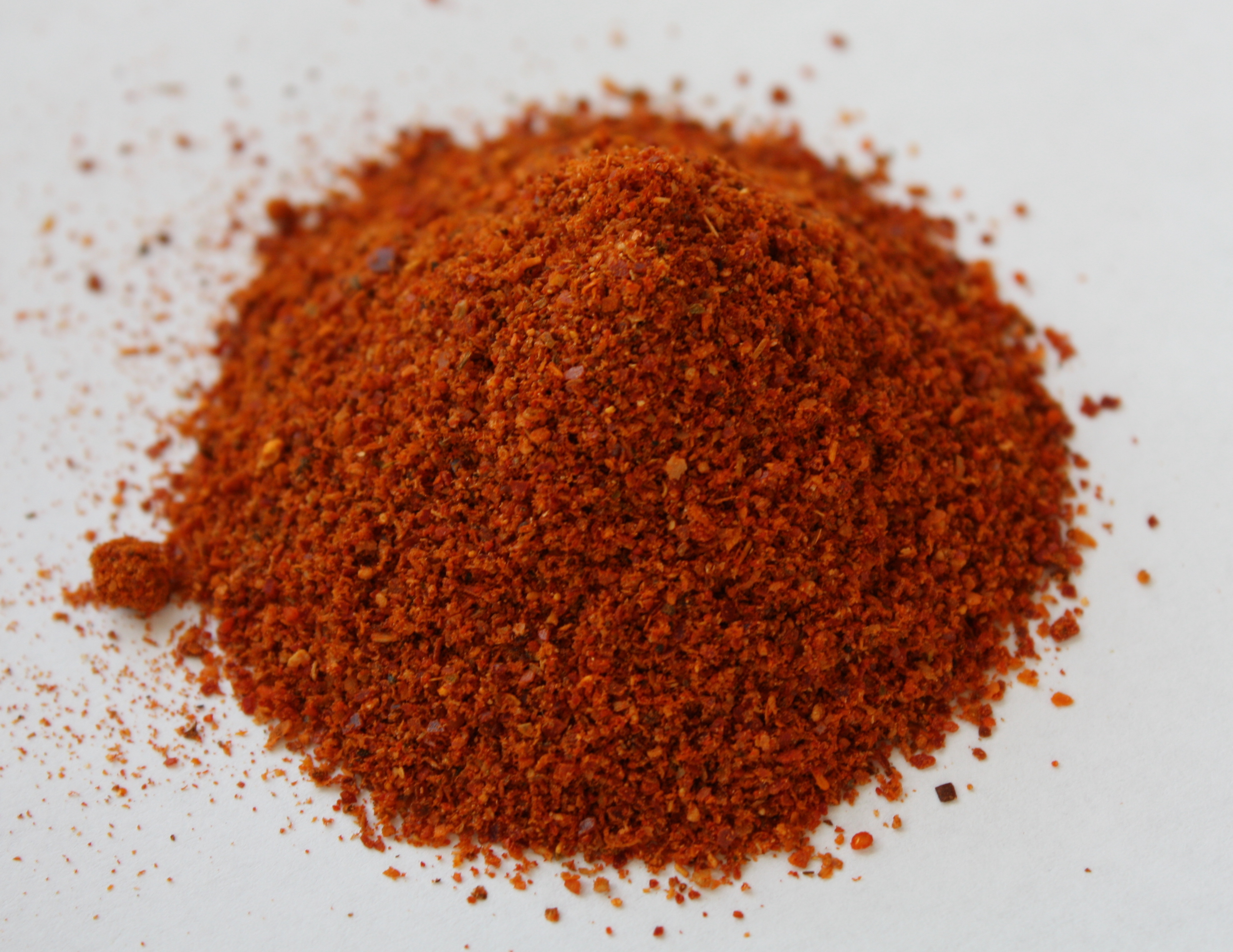
Paprica

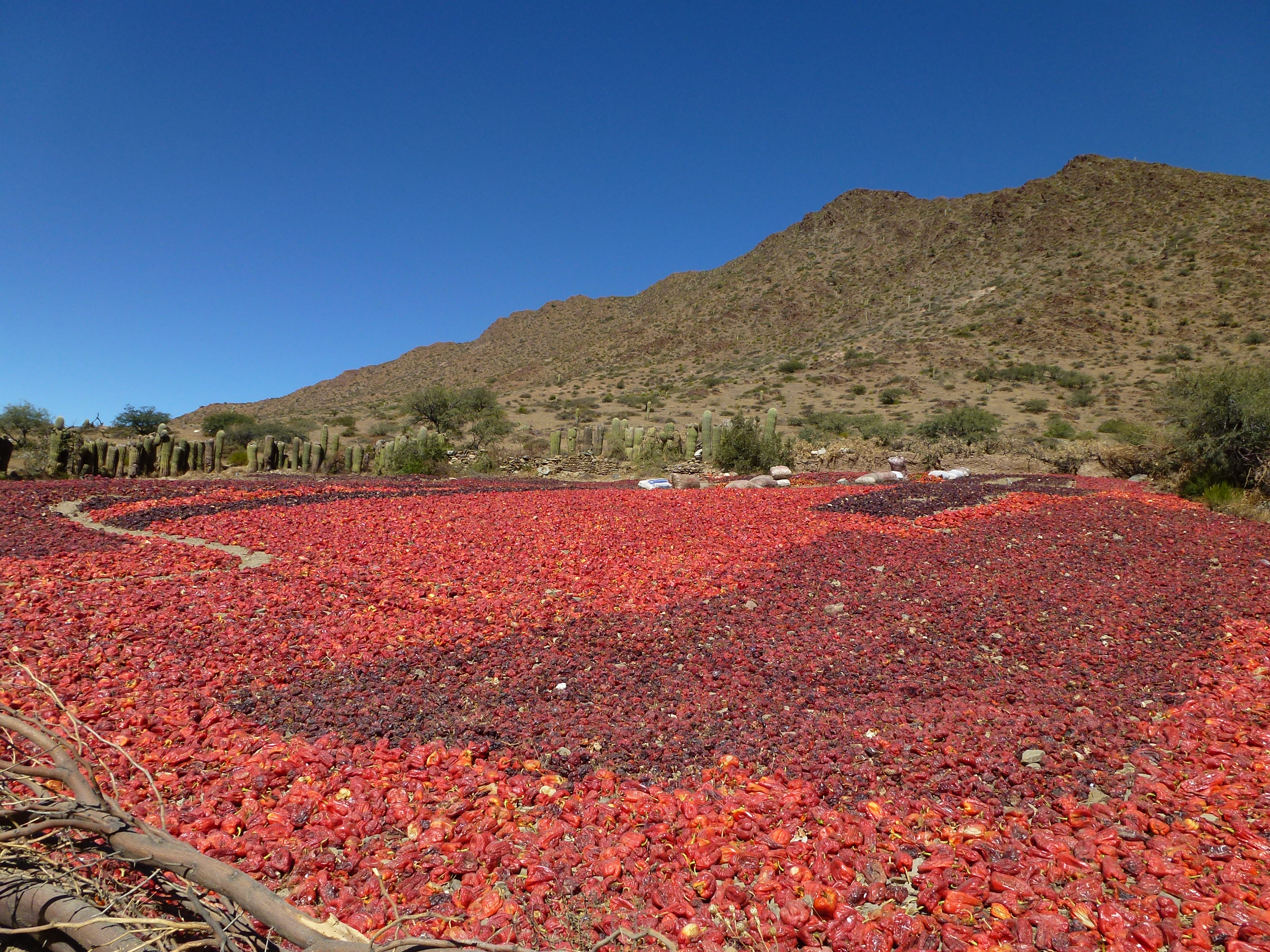
Peperoni rossi essiccati all'aria presso Cachi, Argentina

La paprica (o paprika) è una spezia ottenuta dal peperone che, messo a essiccare dopo essere stato liberato dalla parte interna bianca, viene macinato fino a ottenere una polvere.
È conosciuta anche con i nomi di pepe rosso, pimento rosso, capsico.

## Storia
Il peperone (famiglia delle Solanaceae) fu introdotto in Europa dagli ungheresi, che lo presero dai turchi, che a loro volta lo avevano importato dall'India, sebbene l'origine della pianta sia americana.
Nel XIX secolo i fratelli Pálfi di Seghedino, togliendo al momento della raccolta tutte le venature interne del frutto, dove si concentra la capsaicina (il principio attivo che dà il sapore piccante al peperone), ottennero la cosiddetta paprica dolce. La paprica può essere anche piccante: in quest'ultimo caso viene macinata anche la placenta del peperoncino, ossia la parte interna alla quale sono attaccati i semi (che erroneamente vengono ritenuti la parte più piccante). Tuttavia anche quella piccante non è molto piccante contrariamente a quanto si possa credere fuori dall'Ungheria.
Lo scienziato Albert Szent-Györgyi, premio Nobel nel 1938, ha valorizzato questo vegetale scoprendo proprio nel peperone la fonte dell'acido ascorbico (vitamina C) e contribuendo così alla lotta contro lo scorbuto che uccideva migliaia di marinai. Oltre alla vitamina C, è ricca di carotenoidi: vitamina A, betacarotene e luteina.
In Ungheria il momento del raccolto viene vissuto come un rito gioioso. L'8 settembre le donne vestite con costumi sgargianti raccolgono i peperoni nei campi e, dopo averli infilzati con ago e filo, fanno lunghe ghirlande che appendono a speciali sostegni di legno o ai muri delle case.

## Cucina
La paprica ha un gusto delicato, un po' amaro, lievemente piccante e abbastanza aromatico. La piccantezza moderata esalta le pietanze facendo spiccare il tocco aromatico e non il pungente del peperoncino. 
Nella cucina ungherese la paprica si utilizza in moltissime preparazioni e all'estero è conosciuta soprattutto per l'abbondante uso che se ne fa nella preparazione del gulasch. È anche presente in alcune cucine balcaniche, in particolare in alcune zone dell'ex Jugoslavia, dove è un ingrediente dei ćevapčići.
È di uso comune con la carne, i formaggi, la panna, il pomodoro, la cipolla. Viene talvolta unita ad altre spezie nelle miscele. 
Viene utilizzata anche per insaporire salumi e preparazioni come lardo e pancetta, che ne assorbono l'aroma.